# André Schürrle
André Horst Schürrle (Ludwigshafen am Rhein, 6 november 1990) is een Duits voormalig voetballer die doorgaans als vleugelspeler uitkwam.

## Clubcarrière

### 1. FSV Mainz 05
Schürrle speelde vanaf zijn vijfde in de jeugd van zijn lokale amateurclub Ludwigshafener Sport Club, alvorens hij in 2006 werd opgenomen in de opleiding van 1. FSV Mainz 05. Hij speelde drie jaar in de jeugd en werd in 2009 opgenomen in het eerste elftal. Op 8 augustus 2009 debuteerde de vleugelspeler in de Bundesliga: op die dag werd met 2–2 gelijkgespeeld in eigen huis tegen Bayer 04 Leverkusen en speelde Schürrle het gehele duel mee. Een maand later scoorde hij tweemaal tegen VfL Bochum (2–3 winst). In diezelfde maand tekende hij zijn eerste professionele contract bij de club. Zijn eerste seizoen leverde vijf doelpunten op en in zijn tweede jaargang scoorde hij vijftien keer, waarmee hij Mohamed Zidan verstootte als speler met de meeste doelpunten in één seizoen. Zidan kwam in het seizoen 2006/07 tot dertien competitiedoelpunten.

### Bayer Leverkusen
In de zomer van 2011 werd Schürrle voor acht miljoen euro verkocht aan Bayer 04 Leverkusen. Hij werd voor circa acht miljoen euro overgenomen en tekende een vijfjarige verbintenis bij die Werkself. Hij debuteerde op de eerste speeldag, op 7 augustus 2011, tegen zijn oude club FSV Mainz (2–0 verlies). Op 15 oktober maakte hij zijn eerste doelpunt in competitieverband tijdens een 2–2 gelijkspel op bezoek bij Borussia Mönchengladbach. In twee seizoenen tijd kwam hij achttien maal tot scoren in 65 competitiewedstrijden.

### Chelsea

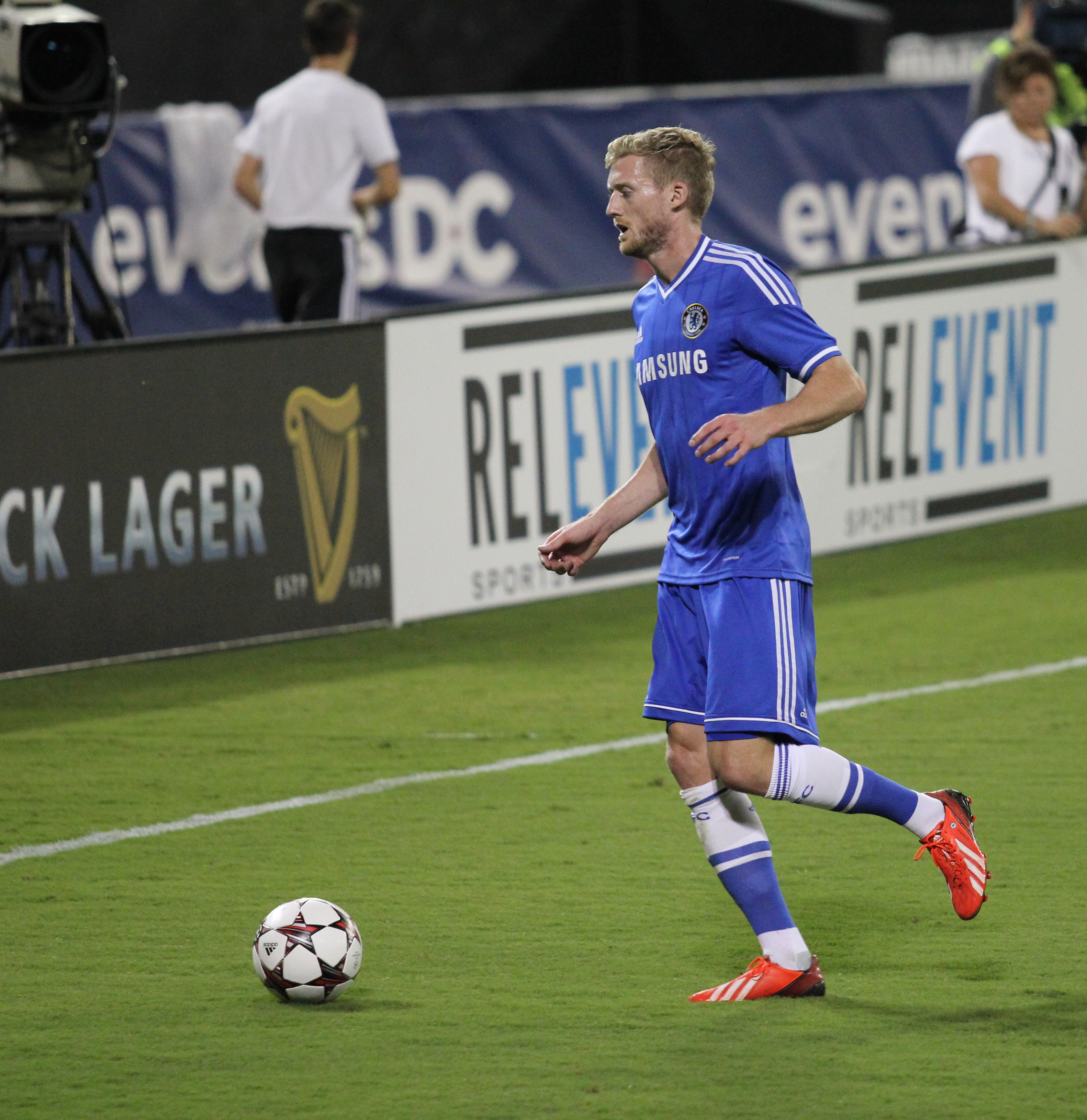
Schürrle in een oefenduel met AS Roma in 2013

Op 18 april 2013 werd bekend dat Rudi Völler, technisch directeur van Leverkusen, in Londen gesprekken had met Chelsea FC over een mogelijke overname van Schürrle. Twee maanden later, op 13 juni, maakte Chelsea wereldkundig dat er een akkoord was bereikt met Leverkusen voor circa 22 miljoen euro. Twaalf dagen later tekende de Duitser een vijfjarig contract bij de Londense club, waar hij rugnummer 14 kreeg.
Zijn debuut voor The Blues maakte Schürrle op 18 augustus 2013, toen met 2–0 werd gewonnen van Hull City AFC op Stamford Bridge. Hij viel in de tweede helft in voor Kevin De Bruyne. Zijn eerste doelpunt wist hij te maken op 27 oktober 2013, toen Chelsea met 2–1 won van Manchester City FC. Op aangeven van Fernando Torres opende hij de score in het duel. Hij eindigde zijn eerste seizoen met acht doelpunten in dertig wedstrijden in de Premier League.

### VfL Wolfsburg
Schürrle tekende in februari 2015 een contract tot medio 2019 bij VfL Wolfsburg, dat naar verluidt 32 miljoen euro voor hem betaalde aan Chelsea. Op 7 februari maakte de vleugelspeler zijn debuut voor Wolfsburg. Er werd met 3–0 gewonnen van 1899 Hoffenheim die dag en Schürrle gaf assists op Kevin De Bruyne en Bas Dost. Met Wolfsburg won Schürrle op 30 mei 2015 de DFB-Pokal door Borussia Dortmund met 1–3 te verslaan; hijzelf kwam negen minuten voor tijd in het veld voor Maximilian Arnold. Hij eindigde de competitie met Wolfsburg op de tweede plaats, achter FC Bayern München. Schürrle speelde gedurende het seizoen 2015/16 vervolgens vrijwel het gehele seizoen. Dat jaar werden Wolfsburg en hij achtste in de Bundesliga. Ook haalden ze de kwartfinales van de UEFA Champions League, waarin ze verloren van de latere toernooiwinnaar Real Madrid.

### Borussia Dortmund
Schürrle tekende in juli 2016 een contract tot medio 2021 bij Borussia Dortmund, de nummer twee van Duitsland in het voorgaande seizoen. Dat betaalde circa €30.000.000,- voor hem aan Wolfsburg, waarmee hij de duurste aankoop in de geschiedenis van Dortmund werd. Schürrle werd bij Borussia ploeggenoot van onder anderen de een dag eerder ook aangetrokken Mario Götze, die een assist van zijn voet promoveerde tot het beslissende doelpunt in de finale van het WK 2014.
Hij werd in het seizoen 2018/19 verhuurd aan Fulham FC en het seizoen erop aan Spartak Moskou. In juli 2020 ontbond hij zijn contract bij Borussia Dortmund.

## Clubstatistieken
| Seizoen | Club                | Competitie     | Competitie | Competitie | Beker | Beker | Internationaal | Internationaal | Totaal | Totaal |
| Seizoen | Club                | Competitie     | Wed.       | Dlp.       | Wed.  | Dlp.  | Wed.           | Dlp.           | Wed.   | Dlp.   |
| ------- | ------------------- | -------------- | ---------- | ---------- | ----- | ----- | -------------- | -------------- | ------ | ------ |
| 2009/10 | 1. FSV Mainz 05     | Bundesliga     | 33         | 5          | 1     | 0     | —              | —              | 34     | 5      |
| 2010/11 | 1. FSV Mainz 05     | Bundesliga     | 33         | 15         | 1     | 0     | —              | —              | 34     | 15     |
| 2011/12 | Bayer 04 Leverkusen | Bundesliga     | 31         | 7          | 1     | 1     | 8              | 1              | 40     | 9      |
| 2012/13 | Bayer 04 Leverkusen | Bundesliga     | 34         | 11         | 3     | 1     | 6              | 2              | 43     | 14     |
| 2013/14 | Chelsea             | Premier League | 30         | 8          | 2     | 0     | 10             | 1              | 42     | 9      |
| 2014/15 | Chelsea             | Premier League | 14         | 3          | 4     | 1     | 4              | 1              | 22     | 5      |
| 2014/15 | VfL Wolfsburg       | Bundesliga     | 14         | 1          | 4     | 0     | 4              | 0              | 22     | 1      |
| 2015/16 | VfL Wolfsburg       | Bundesliga     | 29         | 9          | 1     | 1     | 10             | 2              | 40     | 12     |
| 2016/17 | Borussia Dortmund   | Bundesliga     | 15         | 2          | 3     | 2     | 6              | 1              | 24     | 5      |
| 2017/18 | Borussia Dortmund   | Bundesliga     | 18         | 1          | 3     | 0     | 5              | 2              | 26     | 3      |
| 2018/19 | → Fulham            | Premier League | 24         | 6          | 1     | 0     | —              | —              | 25     | 6      |
| 2019/20 | → Spartak Moskou    | Premjer-Liga   | 13         | 1          | 1     | 0     | —              | —              | 14     | 1      |
| Totaal  | Totaal              | Totaal         | 291        | 71         | 25    | 6     | 50             | 8              | 366    | 85     |

Bijgewerkt tot en met 15 juli 2020

## Interlandcarrière

### EK 2012

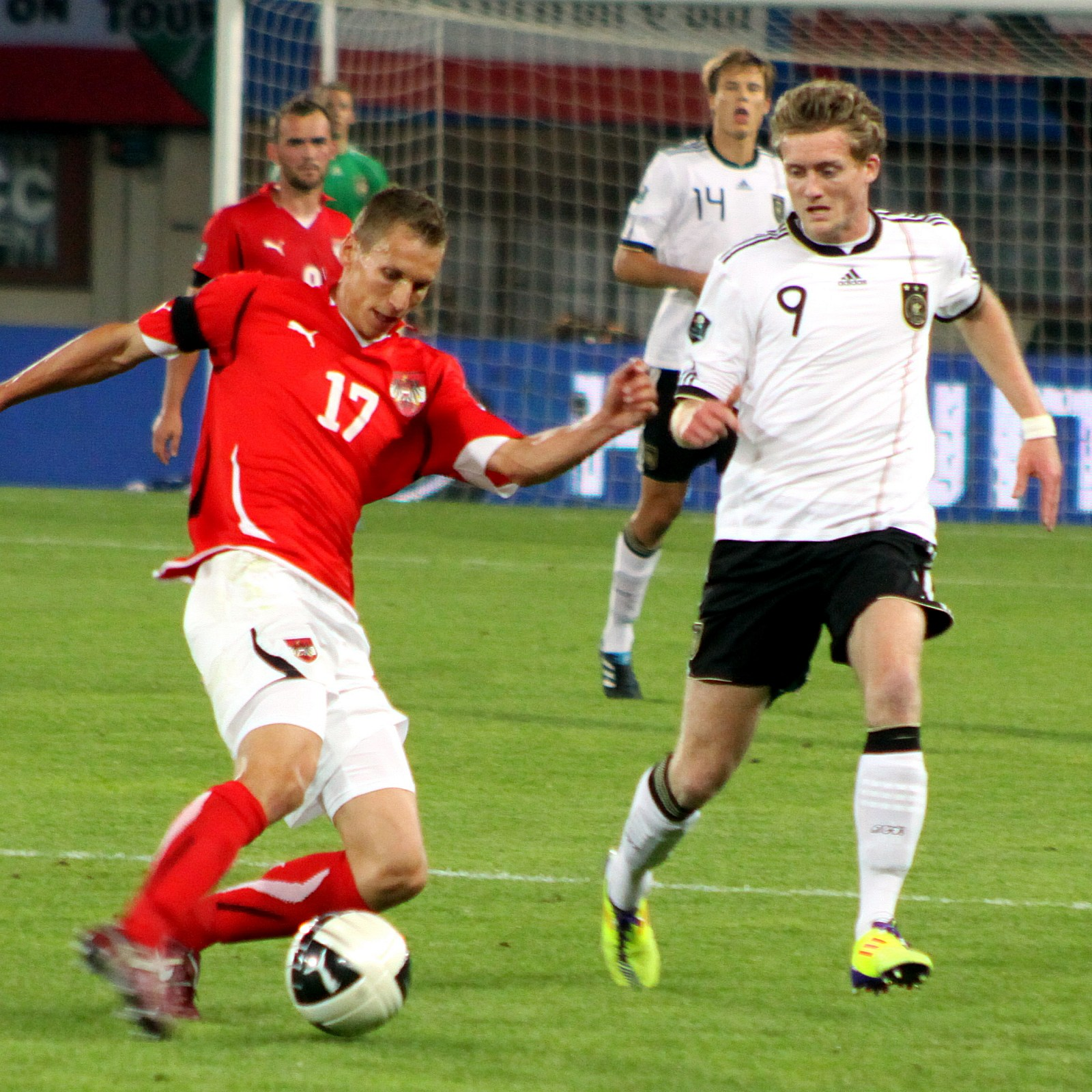
Schürrle (rechts) in duel met Florian Klein van Oostenrijk

In november 2010 kreeg Schürrle zijn eerste oproep voor het Duits voetbalelftal. Hij maakte zijn debuut in een oefenwedstrijd tegen Zweden (0–0), waarbij hij in de tweede helft mocht invallen voor mededebutant en teamgenoot bij Mainz Lewis Holtby. De andere debutanten dit duel waren Marcel Schmelzer en Mario Götze (beiden Borussia Dortmund). Schürrle en Götze, die tegelijk invielen, werden de eerste spelers in het Duitse nationale elftal die zijn geboren in het herenigde Duitsland. Op 29 mei 2011 maakte hij zijn eerste interlanddoelpunt in een vriendschappelijke wedstrijd tegen Uruguay (2–1 winst).
Op het Europees kampioenschap voetbal 2012 werd Schürrle door bondscoach Joachim Löw opgenomen in de definitieve selectie en kreeg het rugnummer 9 toebedeeld. Tijdens het toernooi speelde hij mee in de gewonnen wedstrijden tegen Denemarken (1–2) en Griekenland (4–2). In de halve finale werd Duitsland uitgeschakeld door Italië; Schürrle zat het gehele duel op de reservebank. Zijn toenmalige clubgenoten Michal Kadlec (Tsjechië), Lars Bender (eveneens Duitsland) en Vedran Ćorluka (Kroatië) waren ook op dit toernooi actief.

### WK 2014
Op 15 oktober 2013 won Duitsland een WK-kwalificatiewedstrijd met 3–5 in en tegen Zweden. Schürrle kwam tijdens dit duel als basisspeler het gehele duel in actie en wist in de tweede helft drie keer tot scoren te komen.
Ook voor het eindtoernooi in Brazilië werd Schürrle meegenomen. Hij viel in tijdens de eerste groepswedstrijd tegen Portugal (0–4 winst) en maakte zo zijn WK-debuut. In de achtste finale tegen Algerije (2–1 na verlenging) viel hij in de rust in voor Götze en in de 92ste minuut opende hij de score. In de halve finale werd met 1–7 gewonnen van gastland Brazilië. Schürrle kwam als invaller voor Miroslav Klose in het veld en maakte de laatste twee Duitse doelpunten. Ook tijdens de finale tegen Argentinië (0–1 winst) mocht hij invallen; Schürrle verving de geblesseerd afgehaakte Christoph Kramer in de eerste helft en gaf in de tweede verlenging uiteindelijk de beslissende assist op het doelpunt van Götze, waardoor Duitsland de wereldtitel won. Zijn toenmalige clubgenoten David Luiz, Oscar, Ramires, Willian (allen Brazilië), Samuel Eto'o (Kameroen), Fernando Torres, César Azpilicueta (beiden Spanje), Gary Cahill, Frank Lampard (beiden Engeland), John Obi Mikel (Nigeria) en Eden Hazard (België) waren ook actief op dit toernooi.

### EK 2016
Met het Duits elftal nam Schürrle in 2016 deel aan het Europees kampioenschap voetbal in Frankrijk. Duitsland werd in de halve finale uitgeschakeld door Frankrijk (0–2), na in de eerdere twee knock-outwedstrijden Slowakije (3–0) en Italië (1–1, 6–5 na strafschoppen) te hebben verslagen.
| Interlands van André Schürrle voor Duitsland | Interlands van André Schürrle voor Duitsland | Interlands van André Schürrle voor Duitsland | Interlands van André Schürrle voor Duitsland | Interlands van André Schürrle voor Duitsland | Interlands van André Schürrle voor Duitsland |
| №                                            | Datum                                        | Wedstrijd                                    | Uitslag                                      | Competitie                                   | Goals                                        |
| Als speler bij 1. FSV Mainz 05               | Als speler bij 1. FSV Mainz 05               | Als speler bij 1. FSV Mainz 05               | Als speler bij 1. FSV Mainz 05               | Als speler bij 1. FSV Mainz 05               | Als speler bij 1. FSV Mainz 05               |
| -------------------------------------------- | -------------------------------------------- | -------------------------------------------- | -------------------------------------------- | -------------------------------------------- | -------------------------------------------- |
| 1.                                           | 17 november 2010                             | Zweden – Duitsland                           | 0 – 0                                        | Vriendschappelijk                            |                                              |
| 2.                                           | 29 maart 2011                                | Duitsland – Australië                        | 1 – 2                                        | Vriendschappelijk                            |                                              |
| 3.                                           | 29 mei 2011                                  | Duitsland – Uruguay                          | 2 – 1                                        | Vriendschappelijk                            | 36'                                          |
| 4.                                           | 3 juni 2011                                  | Oostenrijk – Duitsland                       | 1 – 2                                        | Kwalificatie EK 2012                         |                                              |
| 5.                                           | 7 juni 2011                                  | Azerbeidzjan – Duitsland                     | 1 – 3                                        | Kwalificatie EK 2012                         | 90+3'                                        |
| Als speler bij Bayer 04 Leverkusen           |                                              |                                              |                                              |                                              |                                              |
| 6.                                           | 10 augustus 2011                             | Duitsland – Brazilië                         | 3 – 2                                        | Vriendschappelijk                            | 80'                                          |
| 7.                                           | 2 september 2011                             | Duitsland – Oostenrijk                       | 6 – 2                                        | Kwalificatie EK 2012                         | 83'                                          |
| 8.                                           | 6 september 2011                             | Polen – Duitsland                            | 2 – 2                                        | Vriendschappelijk                            |                                              |
| 9.                                           | 7 oktober 2011                               | Turkije – Duitsland                          | 1 – 3                                        | Kwalificatie EK 2012                         |                                              |
| 10.                                          | 11 oktober 2011                              | Duitsland – België                           | 3 – 1                                        | Kwalificatie EK 2012                         | 33'                                          |
| 11.                                          | 11 november 2011                             | Oekraïne – Duitsland                         | 3 – 3                                        | Vriendschappelijk                            |                                              |
| 12.                                          | 29 februari 2012                             | Duitsland – Frankrijk                        | 1 – 2                                        | Vriendschappelijk                            |                                              |
| 13.                                          | 26 mei 2012                                  | Zwitserland – Duitsland                      | 5 – 3                                        | Vriendschappelijk                            | 64'                                          |
| 14.                                          | 31 mei 2012                                  | Duitsland – Israël                           | 2 – 0                                        | Vriendschappelijk                            | 82'                                          |
| 15.                                          | 17 juni 2012                                 | Denemarken – Duitsland                       | 1 – 2                                        | EK 2012                                      |                                              |
| 16.                                          | 22 juni 2012                                 | Duitsland – Griekenland                      | 4 – 2                                        | EK 2012                                      |                                              |
| 17.                                          | 15 augustus 2012                             | Duitsland – Argentinië                       | 1 – 3                                        | Vriendschappelijk                            |                                              |
| 18.                                          | 7 september 2012                             | Duitsland – Faeröer                          | 3 – 0                                        | Kwalificatie WK 2014                         |                                              |
| 19.                                          | 12 oktober 2012                              | Ierland – Duitsland                          | 1 – 6                                        | Kwalificatie WK 2014                         |                                              |
| 20.                                          | 14 november 2012                             | Nederland – Duitsland                        | 0 – 0                                        | Vriendschappelijk                            |                                              |
| 21.                                          | 6 februari 2013                              | Frankrijk – Duitsland                        | 1 – 2                                        | Vriendschappelijk                            |                                              |
| 22.                                          | 22 maart 2013                                | Kazachstan – Duitsland                       | 0 – 3                                        | Kwalificatie WK 2014                         |                                              |
| 23.                                          | 29 mei 2013                                  | Ecuador – Duitsland                          | 2 – 4                                        | Vriendschappelijk                            |                                              |
| 24.                                          | 2 juni 2013                                  | Verenigde Staten – Duitsland                 | 4 – 2                                        | Vriendschappelijk                            |                                              |
| Als speler bij Chelsea FC                    |                                              |                                              |                                              |                                              |                                              |
| 25.                                          | 14 augustus 2013                             | Duitsland – Paraguay                         | 3 – 3                                        | Vriendschappelijk                            |                                              |
| 26.                                          | 10 september 2013                            | Faeröer – Duitsland                          | 0 – 3                                        | Kwalificatie WK 2014                         |                                              |
| 27.                                          | 11 oktober 2013                              | Duitsland – Ierland                          | 3 – 0                                        | Kwalificatie WK 2014                         | 58'                                          |
| 28.                                          | 15 oktober 2013                              | Zweden – Duitsland                           | 3 – 5                                        | Kwalificatie WK 2014                         | 57' 66' 76'                                  |
| 29.                                          | 15 november 2013                             | Italië – Duitsland                           | 1 – 1                                        | Vriendschappelijk                            |                                              |
| 30.                                          | 19 november 2013                             | Engeland – Duitsland                         | 0 – 1                                        | Vriendschappelijk                            |                                              |
| 31.                                          | 5 maart 2014                                 | Duitsland – Chili                            | 1 – 0                                        | Vriendschappelijk                            |                                              |
| 32.                                          | 1 juni 2014                                  | Duitsland – Kameroen                         | 2 – 2                                        | Vriendschappelijk                            | 71'                                          |
| 33.                                          | 6 juni 2014                                  | Duitsland – Armenië                          | 6 – 1                                        | Vriendschappelijk                            | 52'                                          |
| 34.                                          | 16 juni 2014                                 | Duitsland – Portugal                         | 4 – 0                                        | WK 2014                                      |                                              |
| 35.                                          | 26 juni 2014                                 | Verenigde Staten – Duitsland                 | 0 – 1                                        | WK 2014                                      |                                              |
| 36.                                          | 30 juni 2014                                 | Duitsland – Algerije                         | 2 – 1                                        | WK 2014                                      | 92'                                          |
| 37.                                          | 4 juli 2014                                  | Frankrijk – Duitsland                        | 0 – 1                                        | WK 2014                                      |                                              |
| 38.                                          | 8 juli 2014                                  | Brazilië – Duitsland                         | 1 – 7                                        | WK 2014                                      | 69' 79'                                      |
| 39.                                          | 13 juli 2014                                 | Argentinië – Duitsland                       | 0 – 1                                        | WK 2014                                      |                                              |
| 40.                                          | 3 september 2014                             | Duitsland – Argentinië                       | 2 – 4                                        | Vriendschappelijk                            | 52'                                          |
| 41.                                          | 7 september 2014                             | Duitsland – Schotland                        | 2 – 1                                        | Kwalificatie EK 2016                         |                                              |
| 42.                                          | 11 oktober 2014                              | Polen – Duitsland                            | 2 – 0                                        | Kwalificatie EK 2016                         |                                              |
| 43.                                          | 25 maart 2015                                | Duitsland – Australië                        | 2 – 2                                        | Vriendschappelijk                            |                                              |
| 44.                                          | 29 maart 2015                                | Georgië – Duitsland                          | 0 – 2                                        | Kwalificatie EK 2016                         |                                              |
| 45.                                          | 10 juni 2015                                 | Duitsland – Verenigde Staten                 | 1 – 2                                        | Vriendschappelijk                            |                                              |
| 46.                                          | 13 juni 2015                                 | Gibraltar – Duitsland                        | 0 – 7                                        | Kwalificatie EK 2016                         | 28' 65' 71'                                  |
| 47.                                          | 7 september 2015                             | Schotland – Duitsland                        | 2 – 3                                        | Kwalificatie EK 2016                         |                                              |
| 48.                                          | 8 oktober 2015                               | Ierland – Duitsland                          | 1 – 0                                        | Kwalificatie EK 2016                         |                                              |
| 49.                                          | 11 oktober 2015                              | Duitsland – Georgië                          | 2 – 1                                        | Kwalificatie EK 2016                         |                                              |
| 50.                                          | 26 maart 2016                                | Duitsland – Engeland                         | 2 – 3                                        | Vriendschappelijk                            |                                              |
| 51.                                          | 29 mei 2016                                  | Duitsland – Slowakije                        | 1 – 3                                        | Vriendschappelijk                            |                                              |
| 52.                                          | 4 juni 2016                                  | Duitsland – Hongarije                        | 2 – 0                                        | Vriendschappelijk                            |                                              |
| 53.                                          | 12 juni 2016                                 | Duitsland – Oekraïne                         | 2 – 0                                        | EK 2016                                      |                                              |
| 54.                                          | 16 juni 2016                                 | Duitsland – Polen                            | 0 – 0                                        | EK 2016                                      |                                              |
| 55.                                          | 21 juni 2016                                 | Noord-Ierland – Duitsland                    | 0 – 1                                        | EK 2016                                      |                                              |

Bijgewerkt op 21 juni 2016.

## Erelijst
| Competitie        |         |         |         |         |
| Competitie        | Aantal  | Jaren   |         |         |
| Chelsea           | Chelsea | Chelsea | Chelsea | Chelsea |
| ----------------- | ------- | ------- | ------- | ------- |
| Premier League    | 1x      | 2014/15 |         |         |
| VfL Wolfsburg     |         |         |         |         |
| DFB Pokal         | 1x      | 2014/15 |         |         |
| DFL-Supercup      | 1x      | 2015    |         |         |
| Borussia Dortmund |         |         |         |         |
| DFB Pokal         | 1x      | 2016/17 |         |         |
| Duitsland         |         |         |         |         |
| FIFA WK           | 1x      | 2014    |         |         |

Individueel
| Premier League Goal of the Month | 1x | Januari 2019 |
| BBC Goal of the Month            | 1x | Januari 2019 |